# Oltiariq
Oltiariq ist eine Siedlung städtischen Typs (shaharcha) in der usbekischen Viloyat Fargʻona im Ferghanatal und Hauptort des gleichnamigen Bezirks.
Der Ort liegt etwa 25 km westlich der Viloyathauptstadt Fargʻona. Der Bahnhof Oltiariq der Bahnstrecke Qoʻqon–Margʻilon der Usbekischen Eisenbahnen (Oʻzbekiston Temir Yoʻllari) liegt in der nördlich angrenzenden Stadt Tinchlik. Südlich des Ortes fließt der Südliche Ferghanakanal.
Im Jahr 1980 erhielt Qoʻrgʻontepa den Status einer Siedlung städtischen Typs. Gemäß der Bevölkerungszählung 1989 hatte der Ort 8.781 Einwohner, einer Berechnung für 2010 zufolge betrug die Einwohnerzahl 27.782.

## Persönlichkeiten
- Dostonbek Tursunov (* 1995), Fußballspieler